# كيفن هينسلي
كيفن هينسلي (بالإنجليزية: Kevin Hensley)‏ هو لاعب كرة قدم أمريكي، ولد في 24 مايو 1992.